# Korea Music Content Association
La Korea Music Content Association (한국음악콘텐츠협회?, Hanguk eum-ak kontencheu hyeophoeLR, nota anche con l'acronimo KMCA) è un'associazione che rappresenta le principali industrie e compagnie di distribuzione musicale in Corea del Sud.
È stata fondata nel 2008 allo scopo di proteggere la proprietà intellettuale sui contenuti musicali combattendo la pirateria, regolamentare la distribuzione di musica e promuovere gli interessi professionali dei suoi membri. Nel 2010 ha lanciato la classifica nazionale, la Circle Chart, in collaborazione con il Ministero della cultura, degli sport e del turismo, mentre nel 2018 ha introdotto le certificazioni delle vendite di dischi.
Il 7 luglio 2022 ha annunciato il suo ingresso nell'International Federation of the Phonographic Industry e di essere stata designata come agenzia di registrazione ufficiale dei codici ISRC per la Corea del Sud.